# Marsas (Gironde)
Marsas település Franciaországban, Gironde megyében. Lakosainak száma 1237 fő (2022. január 1.). Marsas Cézac, Cavignac, Cubnezais, Gauriaguet, Laruscade, Marcenais és Val de Virvée községekkel határos.

## Népesség
A település népességének változása:
| Lakosok száma | 568  | 724  | 806  | 1031 | 1155 | 1187 | 1204 | 1213 | 1222 | 1237 |
|               | 1968 | 1982 | 1990 | 2006 | 2013 | 2015 | 2017 | 2019 | 2020 | 2022 |